# БДСМ

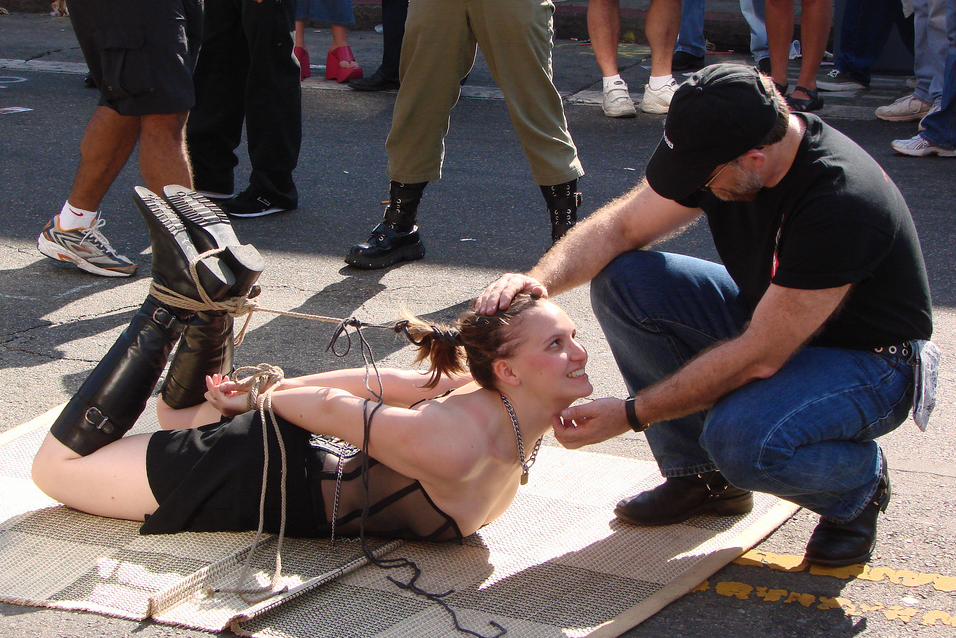
Учасники БДСМ-фестивалю

БДСМ — психосексуальна субкультура, заснована на обміні владою між партнерами, а також на принципах безпеки, добровільності й розумності (прийнята абревіатура від англійських слів Safe, Sane, Consensual — SSC).
Фізіологічно в основі БДСМ лежить підвищення рівня сексуального збудження людини і отримання нею психофізіологічного задоволення в результаті свідомого порушення тих чи інших соціально-детермінованих умов або табу, а також (хоча і не завжди) певних фізичних впливів. При цьому БДСМ може бути як самодостатньою практикою, не пов'язаною з безпосереднім статевим контактом, так і бути частиною сексуальних дій.
Відмінності БДСМ від соціально агресивних і/або злочинних дій визначаються насамперед жорстким дотриманням учасниками БДСМ-зв'язків рамок SSC. Оскільки в більшості своїй БДСМ-активність передбачає моральні та фізичні дії, для відмінності природних психомоторних реакцій людини на дискомфорт і біль від свідомого бажання припинити БДСМ-дії використовуються спеціальні механізми. Зокрема, в будь-який момент учасник сесії може вимовити заздалегідь обумовлене «стоп-слово» (або жест чи рух), що означатиме вимогу безвідмовного моментального припинення всіх БДСМ-дій. Деякими парами використовується складніша система сигналізації, яка також дозволяє «нижньому» партнеру повідомляти про допустимість конкретного виду впливу або сили впливу.

## Етимологія поняття

Розшифрування абревіатури BDSM

У склад абревіатури-акроніму BDSM укладено назви основних складових цього явища:
- BD (Bondage & Discipline — неволя і дисципліна, виховання) — бондаж (зв'язування, обмеження рухливості), дисциплінарні та рольові ігри, ігрова покора, приниження, покарання;
- DS (Domination & Submission — домінування і покора) — неігрове панування і покора; відносини, в яких у результаті попередньої домовленості присутня нерівноправність партнерів;
- SM (Sadism & Masochism — садизм і мазохізм) — садомазохізм; практики, пов'язані з отриманням задоволення від заподіяння або переживання фізичного болю[1][2].

Поява абревіатури зумовлена, зокрема, тим, що спочатку бондаж/дисципліна (BD) і домінування/підпорядкування (DS) вважалися підрозділом садомазохізму (SM), що не влаштовувало прихильників перших двох практик. Садистам приносить задоволення заподіювати біль, мазохістам — відчувати її. Але панування і підпорядкування виявляється більшою мірою на психологічному рівні, еротичному обміні владою, і в меншому — на рівні фізичних дій. Не всі мазохісти підкоряються, і не всім підпорядкованим подобається відчувати біль. Не всі садисти домінантні, і навпаки, не всі домінанти є садистами. Після деяких дискусій з усіма зацікавленими сторонами була введена збірна абревіатура BDDSSM, практично відразу скорочена до BDSM. Уперше її було вжито в 1991 році в новинній спільноті мережі Usenet.
В українську мову абревіатура транслітерується як БДСМ (вимовляється БеДееСеМ).

## Історія

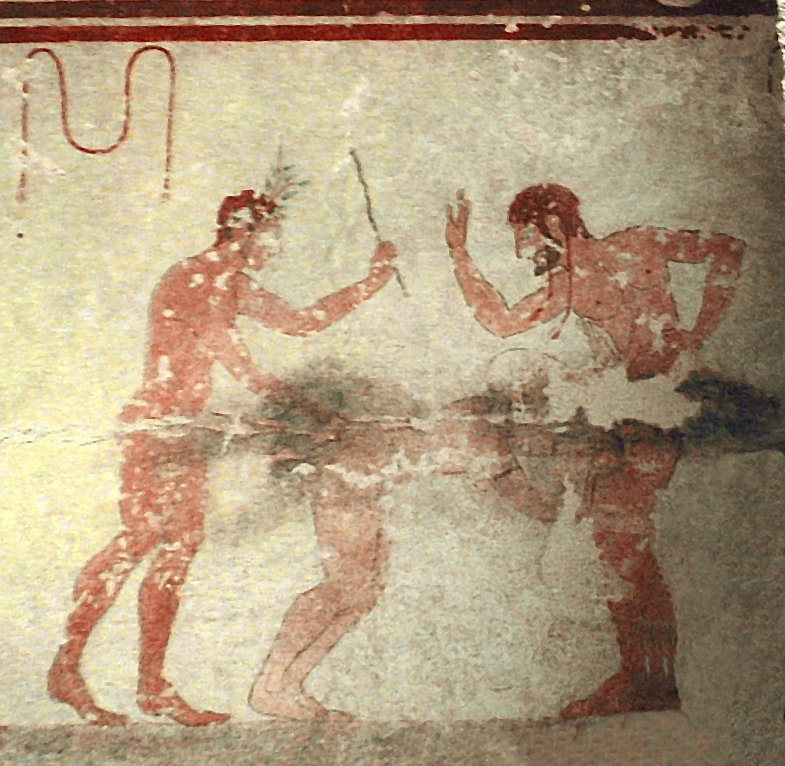
Фреска з Томба делла Фустігаціоне, VI століття до н. е.

### Витоки

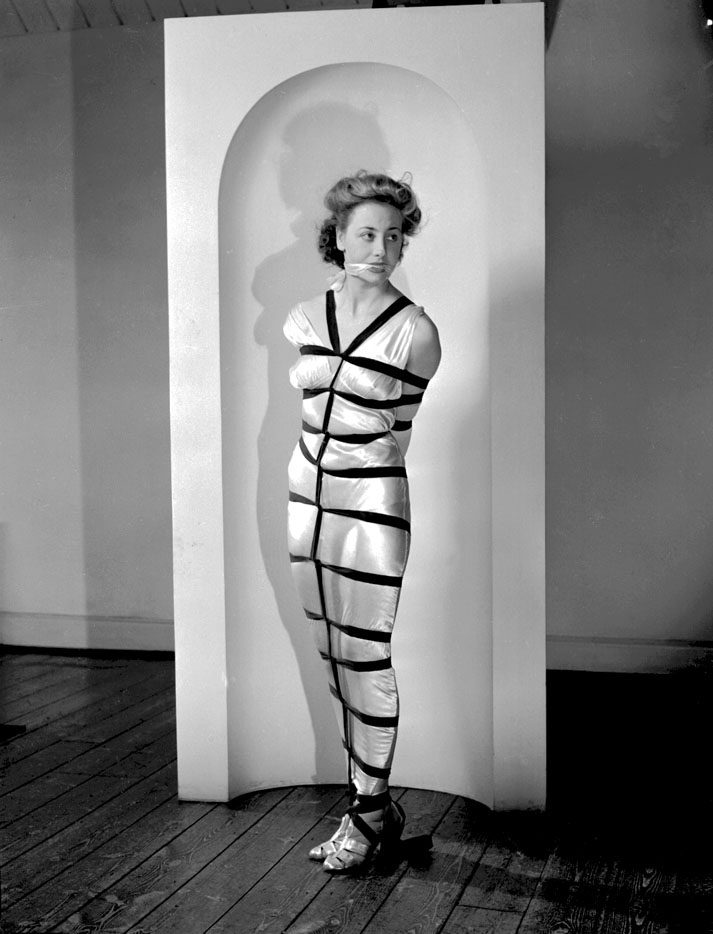
Еротичне фото зі зв'язаною моделлю, 1949 р.

Практики, що володіли рисами БДСМ, відомі з глибокої давнини. Загалом, більшість практик, які використовуються в сучасності як ігрові покарання, «дресирування» партнера чи еротичні приниження, первісно мали ритуальний і магічний характер. Наприклад, один з гімнів на честь шумерської богині Інанни описує за́хват від покарання нею. Адепти культу Кібели практикували побиття батогами й добровільні поранення аж до самокастрації. Загалом, різні добровільні обмеження та ритуальний обмін болю на певне благо від вищих сил поширені в релігіях різних епох і народів. До прикладу, ритуальні шмагання були відомі ще в IX столітті до н. е. в Стародавній Греції, де публічна прочуханка спартанських хлопчиків відбувалась перед вівтарем Артеміди Ортії щорічно.
Одне з найраніших графічних свідчень садомазохістських сцен сексуально-розважальної спрямованості було знайдено в етруській усипальниці в Тоскані. Усередині печери Томба делла Фустігаціоне (італ. Tomba della Fustigazione; VI століття до н. е.) зображено двоє чоловіків, які шмагають жінку палицею і рукою під час любовних утіх. Ряд фресок еротичного характеру, виявлених при розкопках Помпей, також містять елементи БДСМ — шмагання чоловіком жінки долонею, жінка зображена в наказовій позі над чоловіком тощо.
Тексти садомазохістського змісту наявні також в Камасутрі:

… Кажуть, що любовне задоволення подібне до змагання, бо любові властиві чвари і поганий настрій … У силу подібної схильності завдання ударів — також частина [любовного задоволення]. Місця [ударів] — плечі, голова, груди, спина, боки … Ці [удари] чотирьох видів: тильною частиною руки, зігнутою долонею, кулаком і розпрямленою долонею. (Частина 7, гл. 15-16: Про застосування ударів)

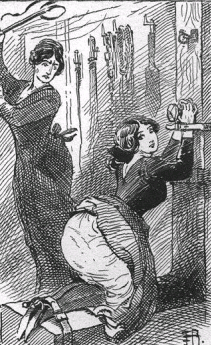
Ілюстрація до еротичного твору, 1914 р.

Епізодичні згадки про ту чи іншу форму практики, схожої на сучасну БДСМ, зокрема, шмагання для досягнення статевого збудження, присутні в європейській літературі від XIII століття. Можна припустити, що і середньовічний ідеал піднесеної любові з її рабською відданістю, платонічністю, ритуалами й обітницями був свого роду ідейним предтечею БДСМ. Також, в деяких християнських монаших орденах існувала традиція самобичування, самозаковування, акцентування на відчутті сорому. Суттєва відмінність цих практик від БДСМ полягає в тому, що вони призначені тамувати тілесні пристрасті, тоді як в БДСМ вони навпаки слугують для досягнення збудження.
Як особливу форму сексуальної поведінки стосунки ігрової покори стали розглядати тільки з кінця XVIII століття, коли в країнах Європи почався процес медичної та юридичної категоризації сексуальних стосунків. Згадки про борделі, що спеціалізувалися на заковуванні та шмаганні клієнтів-чоловіків жінками, зустрічаються з XVIII століття. Втім, подібні практики лишалися маргінальними та протиставлялися сімейним стосункам.
Твори маркіза де Сада популяризували садомазохістські практики в літературі. Проте, твори де Сада підносили й романтизували виключно садистські дії (що й послугувало причиною появи самого терміна «садизм»). У XIX столітті твори де Сада були «врівноважені» творчістю Леопольда фон Захер-Мазоха, зокрема, відомим романом «Венера в хутрах» (англ. Venus in Furs), що на противагу де Саду, описував домінуюче становище жінки над чоловіками, котре супроводжувалось різного роду фетишизмом та стало підґрунтям для виділення такого явища як мазохізм.
Хоча ідеї Захер-Мазоха і, особливо, де Сада, посприяли популяризації практик ігрових домінування/покори, та поступовому зменшенню ставлення до них як маргінальних, в першоджерелах вони були дуже далекі від сучасної субкультури БДСМ. Головним чином — в головних принципах повного інформування учасників, забезпечення безпеки та добровільності. Садизм і мазохізм розглядалися ними як реальні життєві ситуації, вони часто мали на увазі зовсім не ігрове покарання, дресирування й добровільну покору. Садизм і мазохізм самі по собі є відхиленнями, психопатологіями чи дезадаптивними механізмами, тоді як БДСМ передбачає, що психічний стан учасників знаходиться в межах норми.

### Оформлення БДСМ як субкультури
У своєму сучасному вигляді культура БДСМ зародилася на рубежі XIX і XX століть завдяки розквіту масової літератури та фотографії. Вона розвивалася в руслі жіночої емансипації, зміни моди в бік утилітаризму, та виявлялася радше як ігри з елементами домінування-покори в європейських борделях, ніж втіленні ідей де Сада чи Захер-Мазоха. В 1930-і та ранні 1940-і роки в таких практиках переважали стосунки з домінуючими жінками та підлеглими чоловіками, ігри з переодяганням, бондажем і використанням незвичайних костюмів.
Садомазохістські практики повоєнних років примітні гомосексуальними рухами, такими як «Old Guard leather» і «Samois». «Old Guard leather» являла собою мережу закритих клубів, створених солдатами американської армії, що повернулися з Європи після закінчення Другої світової війни (у той період в американській армії гомосексуальність отримала досить високе поширення). У цих клубах відтворювалася атмосфера сплетення жорстокості, еротизму, військової ієрархії та дисципліни, подібна військовій. «Samois» була організацією того ж типу, але утвореної лесбійками-феміністками. Дії даної організації привели до початку поширення БДСМ серед лесбійок, а в 1970-х роках «Samois», як і «Old Guard leather», «вийшла в світ», але не втратила на відміну від неї своєї лесбі-спрямованості.
У 1950-і, крім того, виникає фотографія БДСМ-тематики, розрахована на широкий загал. Її впливовим представником був відомий американський фотограф і режисер Ірвінг Клоу, що видав в цей час серію фотографій, в основному — за участю відомої в той час еротичної фотомоделі Бетті Пейдж. Крім того, Клоу зняв один з перших еротичних фільмів з цієї тематики й організував видання коміксу, створеного знаменитими згодом БДСМ-художниками Джоном Віллі і Еріком Стантоном. Приблизно в цей же час Бетті Пейдж стала однією з найуспішніших моделей таких напрямків, як фетиш і пін-ап, піднявшись практично до рівня секс-символу, що на хвилі починалася на заході сексуальної революції спричинило поширення БДСМ. Італійський письменник і дизайнер Гвідо Крепакс, чиї твори багато в чому визначили розвиток стилю європейського «коміксу для дорослих» другої половини XX століття, використовував у своїх роботах образ Пейдж. Прикладами швидкого поширення BDSM-тематики у фотографічному мистецтві другої половини XX століття можуть слугувати роботи таких фотографів, як Хелмут Ньютон (Німеччина) і Роберт Маплторп (США). Американський психолог Роберт Б'єнвеню вважав, що своєю появою сучасний БДСМ зобов'язаний трьом книгам: «European Fetish» (1928), «American Fetish» (1934) і «Gay Leather» (1950).
З 1960-х ігрові садомазохістські практики розвиваються як частина постмодернізму, котрий не визнає загальноприйнятих цінностей і серйозності. Загальна ігровість культури відображається в тому числі на сексуальності, виводячи її за межі традиційних стосунків і відкриваючи поле для експериментів. Потужний вплив на становлення БДСМ здійснила порнографія, принциповим для якої в XX столітті стало перетворення осіб та стосунків на товар (фото, відео чи літературу), що може успішно продаватися. Ввійшовши через порнографію до масової культури, ігровий садомазохізм перестав бути чимось, орієнтованим на вузьке коло осіб, і почав швидко виходити в ранг прийнятної чи й схвалюваної практики для широкого загалу. Подібні практики поєднали реальні методи тортур, аристократичні відносини панів і підлеглих, естетику суворої вікторіанської освіти та німецьку поліцейську естетику першої половини XX сторіччя, подавши їх поза історичним контекстом.
Деякі дослідники, проте, вбачають підставою зростання популярності БДСМ її квазірелігійність. Численні ритуалізовані повторювані дії, добровільні обмеження, досягнення змінених станів свідомості, компенсують нестачу цих практик у сучасних релігіях. Існує думка, що БДСМ протистоїть постмодернізму, пропонуючи нові правила та обмеження в нестійкому несерйозному світі (див. також метамодернізм).
Поширення БДСМ значно прискорилося в 1990-х роках з появою мережі Інтернет, особливо після появи Usenet-мереж і груп новин типу alt.sex.bondage, що об'єднували людей, зацікавлених в альтернативних сексуальних зв'язках. Саме тоді, в 1991 році, й виникла абревіатура «BDSM», під якою було об'єднано різноманітні тогочасні субкультури, спільним для яких було практикування ігрового домінування одних людей над іншими.

### Сучасний стан

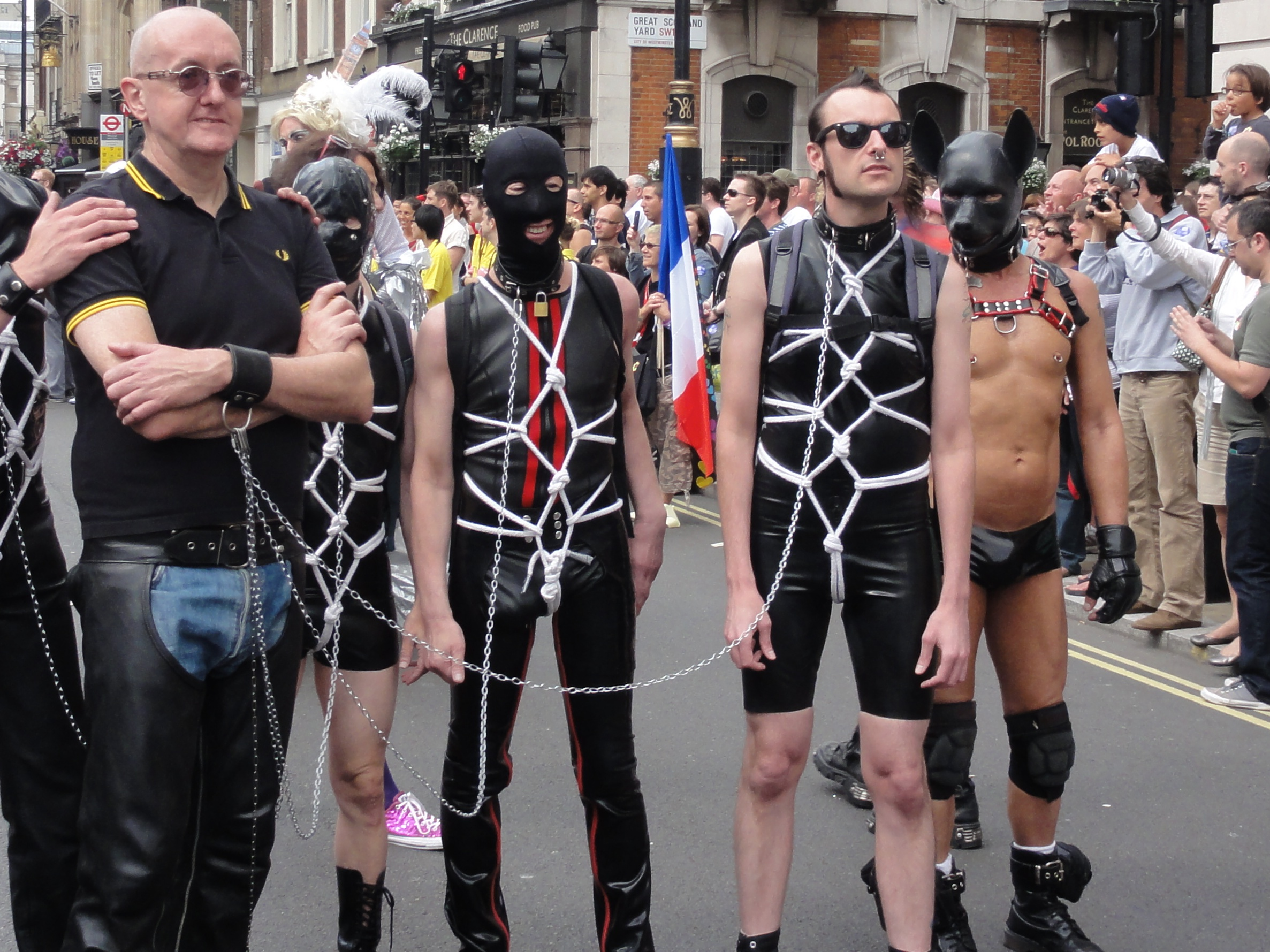
Марш фетишистів, Лондон, 2011 р.

З середини 1990-х БДСМ однозначно перестає бути закритою субкультурою, завдячуючи зокрема порнографії, виробництво й поширення якої значно полегшилося з розвитком електронної техніки. Якщо раніше БДСМ-клуби було доволі замкнутими, тепер поширюються спеціальні тематичні кімнати, доступні для загалу в борделях чи клубах, розрахованих на дорослий загал. За 2010-і порнографія БДСМ-тематики стала однією з найпопулярніших. Індустрія секс-іграшок виготовляє численне обладнання для практикування ігрових домінування/покори. Деякі елементи БДСМ-спорядження, такі як ошийники, навіть стали буденними прикрасами. Тематика БДСМ також не оминула індустрію відеоігор для дорослих. Еротика та порнографія, втім, сформували популярний образ БДСМ-стосунків, часто далекий від реальних у цій субкультурі. Так, БДСМ часто асоціюється виключно з сексом, нерідко ігнорується добровільність його практик і важливість спілкування між учасниками, необхідність теоретичної підготовки. Також, БДСМ іноді плутається з сімейним насильством.
Активність БДСМ як субкультури чи її наслідування неоднорідна по світу. Найпоширеніші її практики в Європі та США, натомість доволі рідкісні в Австралії. В Японії та Китаї БДСМ мала власні витоки в історичних традиціях зв'язування полонених і методів покарань чи допитів. Зокрема, з Японії походить практика естетичного зв'язування сібарі, що здобула популярність і на Заході. Японська культура садомазохістських стосунків оформилася в 1950-60-і роки. На 1960-70-і припадає розквіт порнографії такої тематики — ілюстрацій, коміксів і так званих «рожевих фільмів». Утім, японська порнографія зазвичай зображає садомазохізм і домінування/покору як дійсні, а не явно ігрові, тож на її позначення частіше вживається не BDSM, а SM.
Опитування, здійснене в США у 2015 році, показало, що елементи БДСМ доволі поширені в буденному житті і в середньому майже 20 % опитаних практикують ті чи інші їх види. За результатами аналогічного опитування в Бельгії 2017 року, 47 % дорослих визнали, що виконували які-небудь експерименти БДСМ-спрямованості.

## БДСМ-спільнота

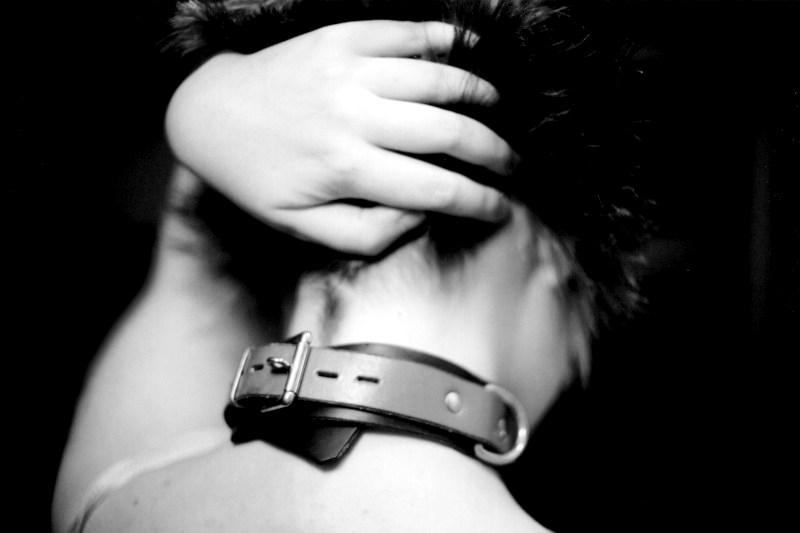
Шкіряний нашийник на жінці

### Місце в суспільстві
Субкультура БДСМ складається з безлічі окремих напрямків, що визначаються уподобаннями конкретних учасників. Деякі зосереджують увагу на відігруванні конкретних ролей, інші — на практикуванні нетрадиційних, шокуючих для загалу сексуальних дій (кінк), сексуальному фетишизмі тощо. Ці напрямки можуть як комбінуватися, так і існувати роздільно.
За результатами опитувань, виявлено такі переваги партнерської ролі:
- Роль домінуючого партнера вибирають:
  - 71 % чоловіків з гетеросексуальною орієнтацією
  - 11 % жінок з гетеросексуальною орієнтацією
  - 12 % чоловіків з гомосексуальною орієнтацією
- Роль підпорядкованого партнера вибирають:
  - 29 % чоловіків з гетеросексуальною орієнтацією
  - 89 % жінок з гетеросексуальною орієнтацією
  - 88 % чоловіків з гомосексуальною орієнтацією

### Атрибутика та сленг БДСМ
За становищем учасників БДСМ прийнято розділяти на тих, хто підкорюють (top, верхній) і підкорюються (bottom, нижній), а також тих, хто ситуативно демонструє і бажання підкоряти і підкорятися (switch — свіч, дослівно «перемикач»). «Звичайні» відносини, що не мають ніяких елементів BDSM, у співтоваристві прийнято називати «ванільними» (за аналогією зі смаками морозива — морозиво без додаткового смаку в США називають ванільним).
Спеціально обладнане місце чи територія, де розігрується домінування/покора, зазвичай називаються «підземеллям» чи «темницю» (dungeon). Втім, воно не обов'язково є закритим чи знаходиться під землею. Гурт осіб, який збирається на підставі інтересу до БДСМ у «ванільному» місці, має назву «мунч» (munch, дослівно «жувати» від великого гурту в Бостоні 1993 року, учасники якого були лише спостерігачами й приносили з собою фастфуд).

### Символіка БДСМ-спільноти

Емблема БДСМ-субкультури

Необхідність емблеми БДСМ обговорювалася в дискусійних групах в Інтернеті з початку 1990-х років. У підсумку в 1995 році емблема, названа «BDSMblem», була створена Стівом Квагмюром (англ. Steve Quagmyr) на основі давнього символу — тріскеліона, використовуваного в багатьох культурах (таких, як кельти, вікінги, сакси). Крім того, цей символ згадується як позначення садомазохістської спільноти в романі Полін Реаж «Історія О». На додаток, він споріднений з даоським символом взаємозв'язку Інь і Ян.
Типово, БДСМ-тріскеліон складається з кола, поділеного на три рівні частини загнутими плавними лініями. Ці лінії зливаються з обідком кола, виглядаючи таким чином, ніби обертаються за годинниковою стрілкою. Кожна з трьох частин ближче до ширшого кінця має круглі отвори. При виготовленні об'ємних зображень емблеми, за задумом Квагмюра, важливо, що це саме отвори, а не точки чи кружки. БДСМ-тріскеліон не має усталених кольорів, найчастіше колір складових частин чорний, а лінії та обідок мають металічний колір: залізний, срібний чи золотий.
Триелементний дизайн може бути інтерпретований різним чином: як взаємозв'язок і взаємозалежність основних складників субкультури — BD, DS і SM; як три основних принципи БДСМ — SSC (англ. Safe, Sane & Consensual — Безпека, Розумність і Добровільність); чи як три групи учасників БДСМ-спільноти — «верхні», «нижчі» та «свічі». Вигнуті лінії можуть тлумачитись як різки чи долоні в процесі удару, а кругла форма — як самодостатність і захищеність усієї БДСМ-системи. Загалом, сенс БДСМ-тріскеліона полягає в його загадковості й тому, що він може мати безліч значень.
Також символом субкультури БДСМ, або позначенням належності до неї, може слугувати ошийник. Деякі «нижні» постійно носять ошийники, ключі від яких знаходяться у «верхніх». З творів Джона Нормана походить позначення «нижніх» (найчастіше жінок) буквою «k».

## Практики

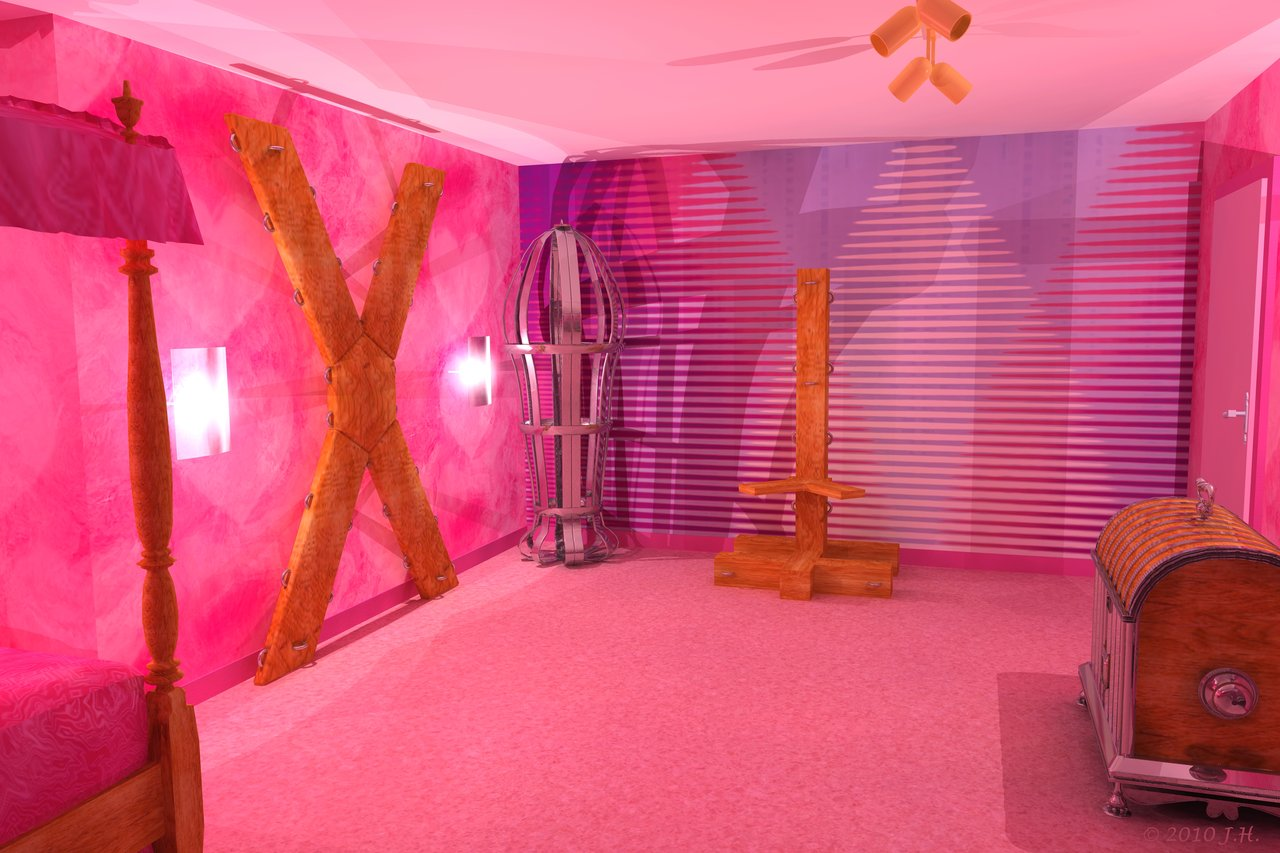
Кімната, обладнана для БДСМ-сесій

### Види БДСМ-практик
- Панування/покора — встановлені за взаємною домовленістю зобов'язання, обмеження; розігрування домінуючих і підлеглих ролей (наприклад, рабовласника і раба, хазяїна й тварини); носіння ознак панування/покори (наприклад, ошийника).
- Бондаж — використання різноманітних засобів, що обмежують рухи підлеглого партнера (наручники, ланцюги, мотузки, колодки тощо) або пересування (наприклад, замикання в клітці, підвішування, сенсорна депривація). Бондаж разом з тим може бути й суто естетичним, слугуючи тільки для позначення підлеглого становища. Наприклад, обв'язка торса мотузками чи носіння браслетів кайданів.
- Ударні практики — різні види шмагання: долонею чи з використанням спеціальних знарядь (різок, батогів, флогерів тощо).
- Використання техніки чи медичного обладнання — використання спеціального освітлення, звукового супроводу; застосування безпечного впливу електрики, пірсингу, медичної атрибутики (розширювачі, катетери, клізми, колесо Вартенберга тощо), загальна стилізація БДСМ-сесії під медичні дії (наприклад, урологічний або проктологічний огляд).
- Сексуальні та чуттєві практики — вагінальний, оральний, анальний та інші види сексу; вплив на ерогенні зони (наприклад, соски); використання впливу високих (полум'я, розплавлений віск чи парафін) і низьких температур (лід), збуджуючих або подразнюючих хімічних речовин; лоскотання, кусання, дряпання, ляпаси, удари ногами тощо.
- Психологічні — формування довіри, врахування особистих меж, страхів; манера спілкування в рамках БДСМ-відносин; турбування про партнерів після них;
- Межові дії та фетишизм — обмеження дихання, використання небезпечних предметів (ножі, голки); завдавання поранень, опіків; використання страхів; ігрові тортури, зґвалтування; різні види поклоніння тілу (наприклад, фут-фетишизм, використання специфічного одягу)[53].

### Пристосування

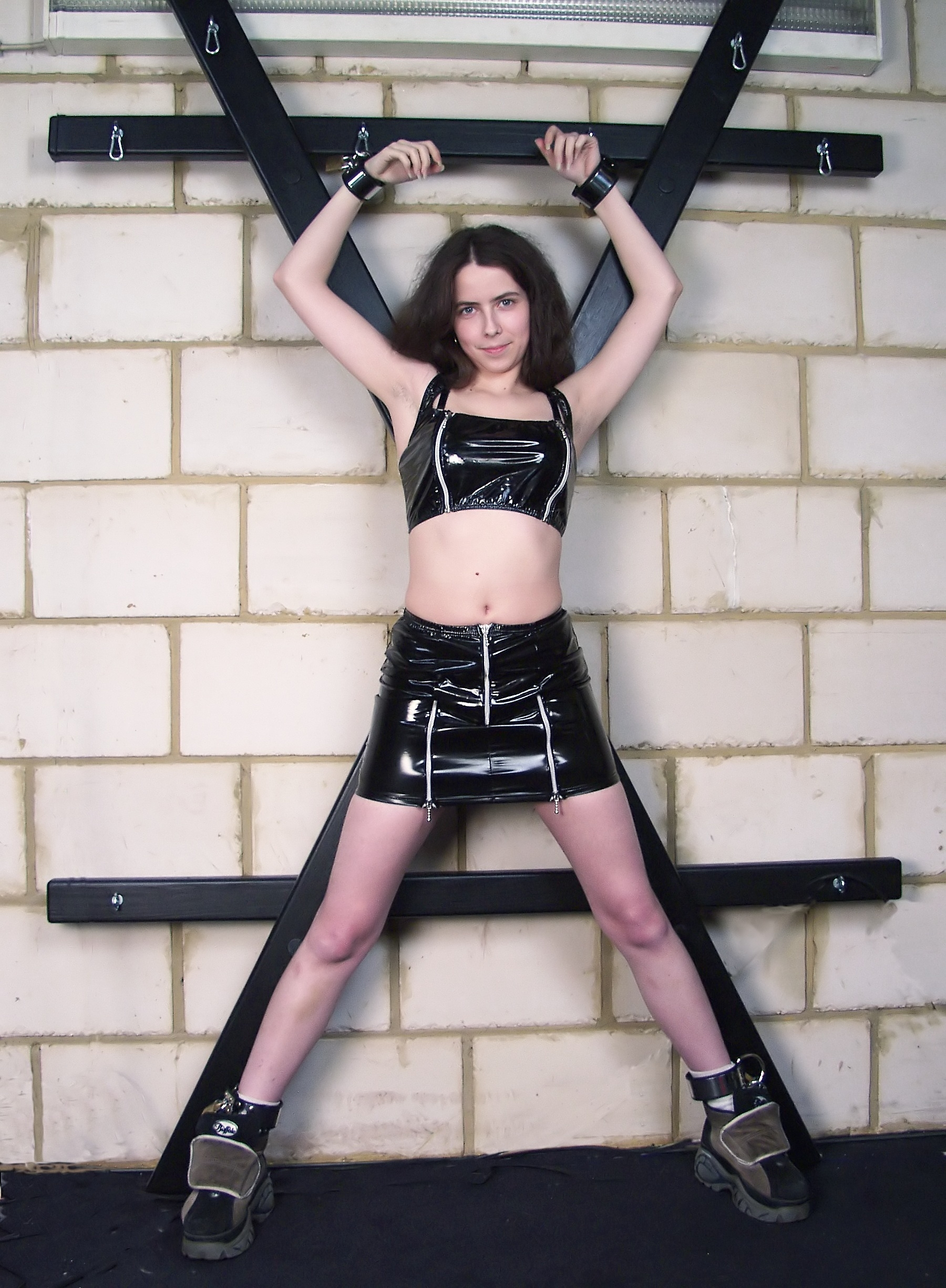
Модель, фіксована до хреста андріївського типу.

- Для бондажу. Застосовуються передусім ошийники, залізні чи шкіряні браслети, ланцюги, спеціальні достатньо товсті мотузки, що не врізаються в тіло. Вони можуть закріплюватися між собою чи до стін, меблів карабінами, що полегшує фіксацію та звільнення. Складніші пристосування включають наручники, кайдани, що замикаються на ключі й замки. Підвішування може виконуватись з допомогою гаків, за які зачіпляються мотузки, ланцюги чи ремені. Особливий різновид гаків — які вставляються у вагіну чи анус, вони не дозволяють присісти й мають заокруглені краї. До пристосувань для бондажу також належать повідки, затискачі.
- Для покарання/впливу. Різноманітні батоги, різки, флогери. Також — засоби електростимуляції, медичне обладнання на кшталт клізм, розширювачів. Застосовуються і голки, затискачі, колесо Вартенберга. Крім того — свічки для капання розплавленим воском, парафіном, хімічні речовини тощо.
- Фурнітура. До БДСМ-фурнітри належать клітки, спеціально обладнані камери, каркаси, на яких фіксується людина. Рідше використовуються колодки, лавки, розпірки, X-подібні хрести, на яких фіксується людина. Подекуди для БДСМ-сесій виготовляються спеціальні меблі на кшталт крісел, ліжок, на яких людина може цілком фіксуватися ременями, мотузками і т. ін. Сюди ж належать трони для розігрування домінування/покори. Частина приладь для бондажу походить від реальних знарядь тортур, наприклад, «кінь» — своєрідний аналог спортивного снаряда «кінь», що застосовується, як правило, для фіксації при бичуванні, або «іспанська кобила», що являє собою ребро двох скріплених під кутом дощок, на які людина садиться зверху з метою тиску на геніталії. Така фурнітура переважно не є масовими товарами, а виготовляється невеликим тиражем або спеціально на замовлення.
- Для сенсорної депривації. Обмеження відчуттів досягається з допомогою пов'язок на очі, масок, котрі закривають лице або й голову цілком. Рідше використовуються вушні затички чи навушники, загортання тіла в тканину чи поліетилен («муміфікація»).
- Наголовні пристосування. Зазвичай, вони слугують не для фіксації чи обмеження відчуттів, а радше для позначення статусу підлеглого чи домінуючого партнера. Це кляпи, маски тварин, «протиблошині» комірці; ковпаки ката, протигази тощо.
- Сексуальні іграшки. Вібратори, фалоімітатори, страпони, анальні корки, кільця для пеніса, пояси вірності й т.п.[54][55]

### БДСМ-сесії

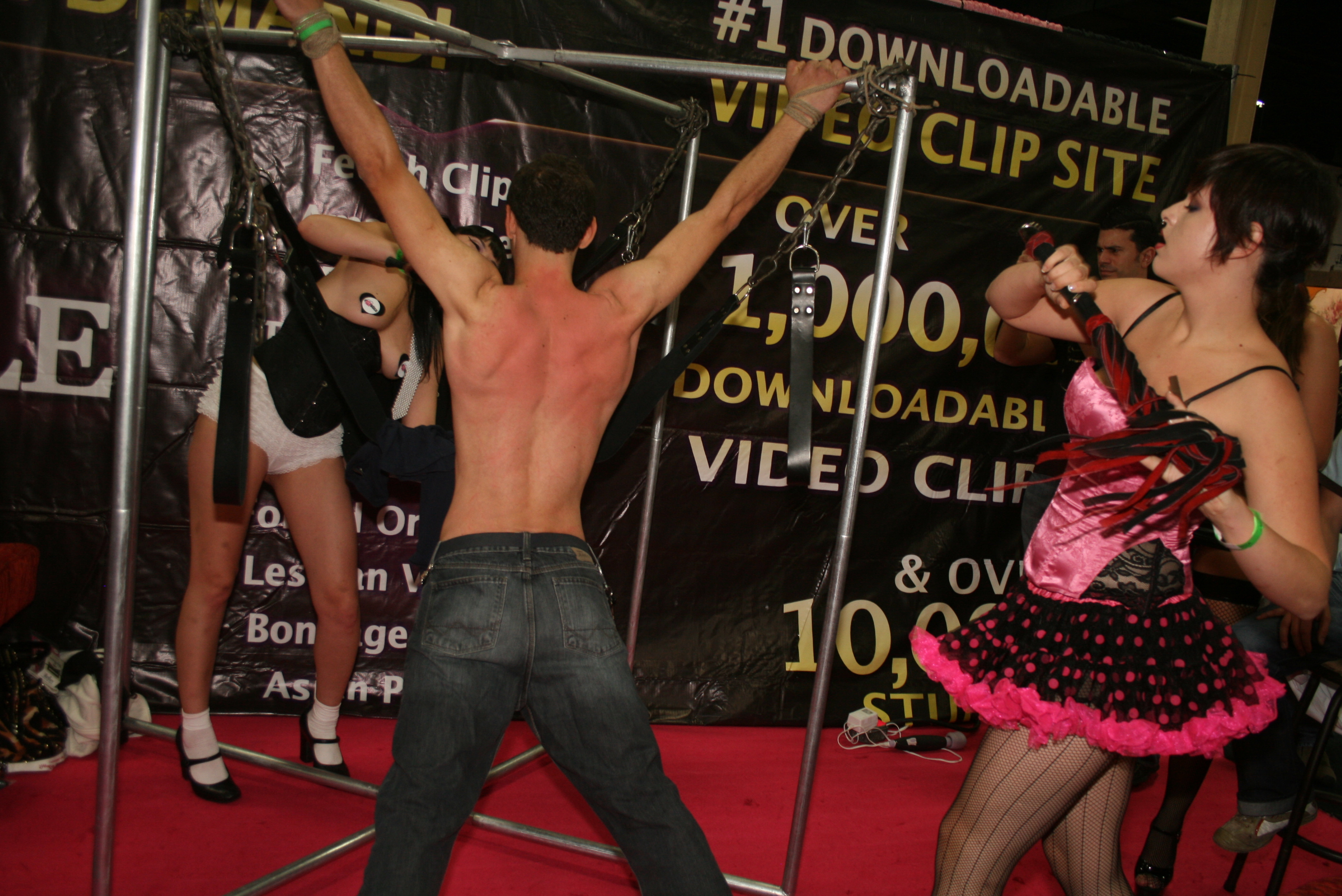
Публічна сесія з жіночим домінуванням

Порівняно нетривалий термін (до кількох годин), впродовж якого розігрується комплекс дій домінування/покори, називається БДСМ-сесією чи БДСМ-сценою. Передбачається, щоб її учасники заздалегідь добре знали одне одного та попередньо домовились про деталі сесії, такі як тривалість, місце, антураж, сценарій та взаємно прийнятні межі, які не будуть порушуватись. Сесія протиставляється БДСМ-стосункам, що тривають порівняно довго (тижні, місяці чи навіть роки) та можуть включати багато сесій. Учасниками сесії можуть стати як двоє осіб, що є найчастішим, так і більше.
Принципово важливо, що всі учасники БДСМ-сесії саме розігрують насильство, покору, покарання тощо, а не здійснюють їх буквально. Як «верхні», так і «нижні» повинні взаємно поважати одні одних у реальному житті й тримати всі свої розігрувані дії під контролем. Для гарантії безпеки може призначатися спеціальна довірена особа. Учасники БДСМ-сесії не обов'язково мають відчувати одне до одного статевий потяг чи закоханість, втім, їх наявність зазвичай схвалюється.
Під час сесії реалізуються БДСМ-практики з розігруванням панівних і підлеглих ролей. Впродовж цього відбувається обмін владою: «нижній» партнер якоюсь мірою неначе віддає контроль над собою «верхньому» і дозволяє собі бути вмістилищем його волі більшою чи меншою мірою. Він виконує накази чи зумисне не виконує, отримуючи за це покарання, вправляється в якійсь справі. В ході БДСМ-сесії «нижні» доволі часто можуть зазнавати зміненого стану свідомості, званого «сабспейсом». У цьому стані фізичний біль чи розігруване відчуття приниження сприймаються «нижнім» як задоволення.
Після БДСМ-сесії часто слідує сеанс «піклування» (aftercare), коли один партнер допомагає іншому (зазвичай «верхній» «нижньому») вийти з розігруваної реальності. Під час «Піклування» учасники звільняються від бондажу, атрибутів, за необхідності надається медична допомога. Партнери повертаються до звичних відносин, змінюють одяг, манеру спілкування на буденні. Вони можуть обговорювати сесію, провести час у комфортному місці.

### Техніка безпеки
Одним з ключових принципів BDSM-відносин є безпека. В той самий час, ряд BDSM-дій (насамперед фізичного характеру) пов'язаний з певним ступенем ризику. В класичній формі відносин «верхній партнер» — «нижній партнер» відповідальність за збереження життя і здоров'я, більшою мірою, лежить на «верхньому партнері». З усім тим, «нижній» повинен, своєю чергою, завчасно визначити рамки допустимих впливів.
Зазвичай партнери заздалегідь домовляються про сценарії БДСМ-сесії та дії, що відбуватимуться в її рамках. Також вони встановлюють «стоп-слово» (в англійській мові частіше «слово безпеки» — safeword, що передбачає ширший спектр дій) — коли нижній партнер вимовляє його, верхній припиняє поточну дію чи послаблює її. Найпоширеніші слова такого роду відповідають кольорам світлофора: «червоний» — негайне припинення дії, «жовтий» — послаблення, «зелений» — означає, що нижній партнер почувається комфортно і бажає продовження. Якщо словесна мова в цей час неможлива (наприклад, при використанні кляпа або в процесі іррумації), нижній партнер може використовувати «жест безпеки».

## БДСМ-проституція
БДСМ-проституція — це особливий вид проституції, що припускає під собою крім можливих дій сексуального характеру, також і фізичні дії, пов'язані з областю БДСМ. Найчастіше дії сексуального характеру повністю виключаються. БДСМ-проституція поширена як у гетеросексуальній, так і в гомосексуальній формі.
Наданням платних послуг БДСМ займаються як верхні, так і нижні суб'єкти. Причому, багато хто з них не асоціюють якимось чином себе і свої дії з явищем проституції і намагаються уникати цього терміна (найчастіше іменують себе «платна пані (пан)», «платна нижня» тощо). Усередині БДСМ-спільноти ставлення до платних БДСМ-послуг неоднозначно — від різкої неприязні до лояльності.

## БДСМ в мистецтві

### Образотворче мистецтво
Відомі ілюстрації на тему БДСМ виконували такі митці, як Гельга Боде, Carlo (псевдонім), Каміл Кловіс Труль, Джон Віллі, Ерік Стентон, Джин Білбрю, Том з Фінляндії (псевдонім), Гвідо Крепакс.

### Фотографія
Тематикою БДСМ відомі такі фотографи, як Сейу Іто, Кетрін Опі, Роберт Меплторп, А. Л. Штайнер, Пол Чан, Лютер Прайс, Нобуйосі Аракі, Гельмут Ньютон, Кет Торонто.

### Кінематограф
Окрім відверто порнографічних, тематика БДСМ відображена в таких художніх фільмах, як «Денна красуня» (1967), «Гіркі сльози Петри фон Кант» (1972), «Нічна портьє» (1974), «Історія О» (1975), «Коханка» (1975), «Дев'ять з половиною тижнів» (1986), «Основний інстинкт» (1992), «Аварія» (1996), «Проповідь збоченим» (1997), «Зв'яжи мене!» (1990), «Квіллс» (2000), «Піаністка» (2001), «Секретарка» (2002), «Непристойна Бетті Пейдж» (2005), «Небезпечний метод» (2011), «Венера в хутрах» (2014), «Німфоманка» (2014), «Герцог Бургундський» (2014), «П'ятдесят відтінків сірого» (2015).